# سوئیچ کمپانی
سوئیچ کمپانی (انگلیسی: Switch Company) شرکت فناوری اطلاعات آمریکایی است، که در سال ۲۰۰۰ تأسیس شد.